# Mikvé-Israël

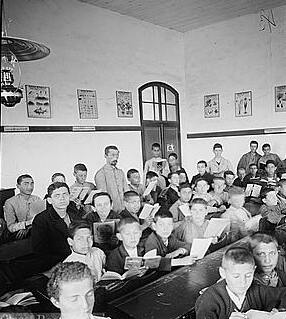
Une salle de cours

Mikvé-Israël (מקוה ישראל), « Espoir d'Israël », est la première école d'agriculture fondée en Terre d'Israël. L'établissement fut créé en 1870 à l'est de Jaffa, aujourd'hui au nord  de la zone de juridiction  de la ville israélienne de Holon, à l'initiative de Charles Netter, représentant de l'Alliance israélite universelle, afin d'enseigner aux enfants juifs le travail de la terre, et ainsi améliorer la situation des Juifs installés en Palestine ottomane.
Par la fondation de l'école, Netter compte d'une part augmenter la productivité de la population juive en Palestine, d'autre part exploiter les ressources naturelles du pays, et enfin rendre à la Terre d'Israël son caractère agricole d'antan. Le gouvernement turc lui met alors à disposition une surface de 3 000 dounam de terres. Outre son rôle pédagogique, l'école sert également de centre de recherches, géré par les professeurs eux-mêmes.

C'est à Mikvé-Israël que le Kaiser Guillaume II en visite en Terre Sainte fut accueilli le 2 novembre 1898 afin de découvrir le travail accompli dans cet établissement. Au-delà, Mikvé-Israël avait été choisi pour servir de lieu de rencontre avec Theodor Herzl qui souhaitait obtenir l'intervention de l'empereur allemand afin de défendre auprès du sultan ottoman la création d'un État hébreu. L'entretien fut courtois et l'empereur intéressé, mais il était délicat pour lui de demander aux Turcs d'admettre la création d'un État indépendant sur la route de Suez.
Cette école voit défiler des milliers d'élèves, parmi eux des  rescapés de la Shoah. Une équipe d'éducateurs est spécialement chargée d'encadrer les enfants d'immigrants dans le but de les insérer. L'école se dote de plusieurs dortoirs. À la fin de leurs études, les élèves sortis des différentes promotions, soit s'installent dans les implantations agricoles du pays, soit intègrent les instituts de recherche en agriculture de l'époque[Quand ?]. À la veille de la déclaration de l'État d'Israël, l'école sert de centre d'entraînement à l'organisation de la Hagana. Cette dernière utilise les bâtiments comme ateliers de production d'armes, et c'est d'ailleurs dans ces locaux que la "Davidka" est créée.
Élèves comme professeurs, tous participent aux différentes guerres d'Israël, les notions de défense et de sécurité faisant partie intégrante des valeurs inculquées à Mikvé-Israël. Plus de 200 élèves, sortis de Mikvé-Israël tombent au combat lors de la Guerre d'Indépendance.
L'école est aujourd'hui un collège-lycée franco-israélien.